# Lukács Dénes (pszichológus)
Lukács Dénes (Nagykanizsa, 1934. április 9. –) pszichoterapeuta, klinikai szakpszichológus, pszichoanalitikus.

## Életpályája
Érettségi után a Budapesti Orvostudományi Egyetemen szerzett diplomát (1957), majd Németországban folytatta tanulmányait, a Zeneművészeti Főiskolán (1964) végzett, mint karnagy és zenetanár. Később az ELTE bölcsészkarán tanult, esti képzésen szerzett pszichológusi diplomát (1973), majd ugyanitt doktorált 1975-ben. Tanársegédként (1973) dolgozott a megalapuló Személyiség és Klinikai Pszichológiai Tanszéken, a tanítás mellett a Tündérhegyi Pszichológiai Osztályon is dolgozott. Kutatóként vizsgálta az énképet, az önértékelést, a nárcizmust, a kettős identitást, a nőiséget és a párkapcsolatokat is. Nyugdíjba vonulása után 1995-ben magánrendelőt nyitott, ahol főként fóbiás és párkapcsolati problémákkal rendelkező személyekkel foglalkozott. Klinikai szakpszichológus (1987), pszichoterapeuta (2000). Az elmúlt évek során rendszeresen tartott előadásokat akkreditált tanfolyamokon, valamint a Szondi alapítvány szervezésében.

## Munkássága

### Tanulmányok
- Budapesti Orvostudományi Egyetem (1957)
- Zeneművészeti Főiskola Trossingen, NSzK (1964)
- Eötvös Loránd Tudományegyetem (1973)
- Bölcsészdoktori disszertáció (1975)
- Klinikai szakpszichológus (1989)
- Pszichoterapeuta (2000)

### Munkahelyek
A Magyar Pszichoanalitikus Egyesület egyik alapítója, az International Psychoanalytical Associaton (IPA) tagja.
"A klienseimet nem betegnek tekintem, hanem egy embernek, akinek olyan problémája van, amit egyedül nem képes megoldani. Például egy rossz környezetben felnövő gyermeknél, a rossz környezet által okozott problémát reparáljuk. Ilyen esetben nem gyógyításra, hanem reszocializációra van szükség." - nyilatkozta Kovács Kristófnak. (2016.05.03.)
ELTE Személyiség- és Klinikai Pszichológiai Tanszék (1995-ig), utána magánrendelő nyitása és rendelés napjainkig. Emellett oktatói tevékenység Budapesten, Szegeden, illetve a Szondi-alapítvány szervezésében: a Szondi-teszt oktatása, továbbá akkreditált tanfolyamok vezetése (a női szexualitás pszichológiája, a párkapcsolat pszichológiája témakörben, illetve esetelemző szemináriumok vezetése).

#### Kutatói tevékenység
- A nőiség és a párkapcsolatok témakörében történt kutatás (2002-2005)
- A diktatúrák személyiségtorzító hatása: A S. Freud Intézet (Frankfurt a/M) vezetésével végzett nemzetközi kutatás, illetve ezen belül résztéma-vezetőként magyar populációban végzett kutatás az ún. „kettős identitás” témakörében (Bölcsvölgyi Dóra, Felházi Anett és Urbán-Szabó Krisztina munkatársakkal 1987-95 között).
- Énkép, önértékelés, nárcizmus, szelf-pszichológia (1993-ig)

#### Előadások
- A szelf-pszichológia témakörében 2002, 1998 (Bécs), 1993, 1991, 1989 (Frankfurt a/M)
- A Szondi-társaságok nemzetközi konferenciáin (Zürich 2002, Louvain-la-Neuve 1999) Budapest 1993, 1991 Liege.
- A Magyar Pszichológiai Társaság Konferenciáin (1998, 1996, 1994).
- Az IPA Európai Föderációjának konferenciáin esetmegbeszélő csoportok vezetése (2002, 2000, 1998, 1996).
- A Magyar Pszichoanalitikus Egyesület konferenciáin (2007, 2006, 2005)

## Művei
- Lukács, D.: (2016) A Szondi-teszt korszerű értelmezése. Bp., Oriold és Társai Kiadó
- Hermann, I.: (2013) Kreativitás és alkotás. (Bevezető esszé és az egyes tanulmányokhoz írott kritikai elemzés.)
- Hermann, I.: (2011) Gondolkodáslélektani tanulmányok. (Bevezető esszé és az egyes tanulmányokhoz írott kritikai elemzés.)
- Három tanulmány. Hangoskönyv (DVD) 2010 Bp. Magánkiadás
- Test, lélek, szexualitás. (2009) Animula, Bp.
- Hermann Imre munkásságának hatása a mai magyar pszichoanalízisre. (2006, szerk.) Magyar Pszichoanalitikus Egyesület. (Bevezető tanulmány és egy fejezet.)
- Párkapcsolat, szexualitás, pszichoanalízis. (2005) Animula, Bp
- Nőiség, szexualitás, freudizmus. (2004) Animula, Bp.
- Objektbeziehung, Regression von der „Budapester Schule” der Psychoanalyse zur Selbstpsychologie. Luzifer-Amor (Zeitschr. zur Geschichte der Ps.) 1999.,12;23 (69-84)
- Szondi: Az ösztönprofiltól az elméletig. (1996) Bp. Animula.

Publikálatlan előadások
- 2016. Útkeresők. Károli Gáspár Református Egyetem.
- 2013. A kislánytól az autonóm nőig. ELTE Jogi Kar: Nőnapi konferencia.
- 2013. Kell-e „gyógyítani” a homoszexualitást? Magyar Családterápiás Egyesület: Vita a homoszexualitásról.
- 2012. A transzgenerációs hatás: Hogy’ állna rajtunk a nagyszülők ruhája…? KAPSZLI – CSALÁDUNK TITKAI. Károli Gáspár Református Egyetem.
- 2011. Végtelen történet: a párkapcsolat határai. PSZINAPSZIS: Határok nélkül.
- 2010. „Vedd kezedbe sorsodat” – Szondi Lipót élete és munkássága. PSZINAPSZIS: Utak labirintusa.
- 2008. Mi történik az analízisben, amikor nem történik semmi…? A Magyar Pszichoanalitikus Egyesület konferenciája: Az idő a pszichoanalízisben. A jelenben elbeszélt múlt és jövő.
- 2007. A változás eszköze: a fantázia. Az analitikus családregénye. A Magyar Pszichoanalitikus Egyesület konferenciája: Változások és kölcsönhatások. A pszichoanalízis, mint alkotás.